# بليسيسفيل (كيبك)
بليسيسفيل (بالإنجليزية: Plessisville, Quebec)‏ هي بلدية محلية في كيبيك تقع في كندا في L'Érable Regional County Municipality. يقدر عدد سكانها بـ 6,688 نسمة ومساحتها 4.40 كم2 .